# رشاد المتيني
محمد رشاد المتيني (16 أغسطس 1947 - ) هو وزير النقل المصري السابق في وزارة هشام قنديل منذ 2 أغسطس 2012 وإلى 17 نوفمبر 2012. استقال من منصبه عقب وقوع تصادم قطاري الفيوم وحادث قطار المندرة في أسبوع واحد. وقبل توليه المنصب كان يعمل أستاذًا لهندسة الطرق والمرور في كلية الهندسة بجامعة القاهرة.

## التعليم والتدرج الوظيفي
حصل المتيني على بكالوريوس الهندسة المدنية من جامعة القاهرة عام 1970 ثم درجة ماجستير الهندسة المدنية من جامعة ولاية أوهايو بأمريكا عام 1976. وحصل على دكتوراه الفلسفة في الهندسة المدنية من ذات الجامعة الأمريكية عام 1980.
عُين المتيني معيدًا بقسم الري والهيدروليكا بهندسة القاهرة في 28 سبتمبر 1970 ثم مدرس مساعد لنفس القسم في 28 مايو 1977. حصل على إجازة دراسية بمنحة دراسية كمساعد باحث بجامعة ولاية أوهايو عام 1974 وحتى عام 1980، وعمل خبيرًا هندسيًا في شركة ريسورس انتر ناشونال بكولومبس أوهايو بأمريكا في الفترة بين عامي 1979 و1981. ثم عاد إلى جامعة القاهرة ويتعين في درجة مدرس بقسم الري والهيدروليكا بهندسة القاهرة في أبريل 1982. تدرج في المناصب الجامعية من مدرس بقسم الأشغال العامة (عام 1982) إلى أستاذ مساعد هندسة الطرق والمرور (1987) ثم أستاذ (1993) وأستاذ متفرغ بقسم الأشغال العامة (2007).

## الخبرة العملية والعلمية
أسس المتيني مع آخرين في 4 ديسمبر 1991 مكتب هندسي استشاري في مجال الطرق والمرور والنقل والهندسة الإنشائية وميكانيكا التربة والأساسات باسم «المجموعة المصرية للاستشارات الهندسية». تم رفع مستوي المكتب إلي بيت خبرة هندسي عام 2004 وتحويله إلي شركة مساهمة مصرية في عام 2000 وتولى مهام رئيس مجلس الإدارة حتي عام 2005. وكان عضوًا في فريق العمل من الأمم المتحدة لدي وزارة التخطيط من عام 1995 إلى 2003 خبير النقل في مشروع تخطيط البنية الأساسية للتنمية الإقليمية ومشروعات أخرى بالمشاركة بين وزارة التخطيط والأمم المتحدة. وعمل خبير تخطيط النقل والطرق والمرور لدي جهات متنوعة منها وزارة الإسكان والمرافق والمجتمعات العمرانية الجديدة والنقل ومديريات الطرق بالمحافظات.
هو عضو في لجنة إعداد الكود المصري للطرق والكباري منذ عام 1992 وحتي الآن. وعضو في لجنة تقييم المتقدمين لدرجات الأساتذة والأساتذة المساعدين بالمجلس الأعلى للجامعات وكذلك التقييم لبعض الجامعات العربية.

## وزيرًا للنقل

### حادثة الفيوم
أرجع المتيني جزء من اللوم على العاملين بالوزارة لتعطيلهم العمل من أجل مطالب فئوية، وقال أنه لم يستطيع تفعيل خططه خلال الثالثة أشهر منذ أن تولى الوزارة.